# Гульбрансен, Эрнульф

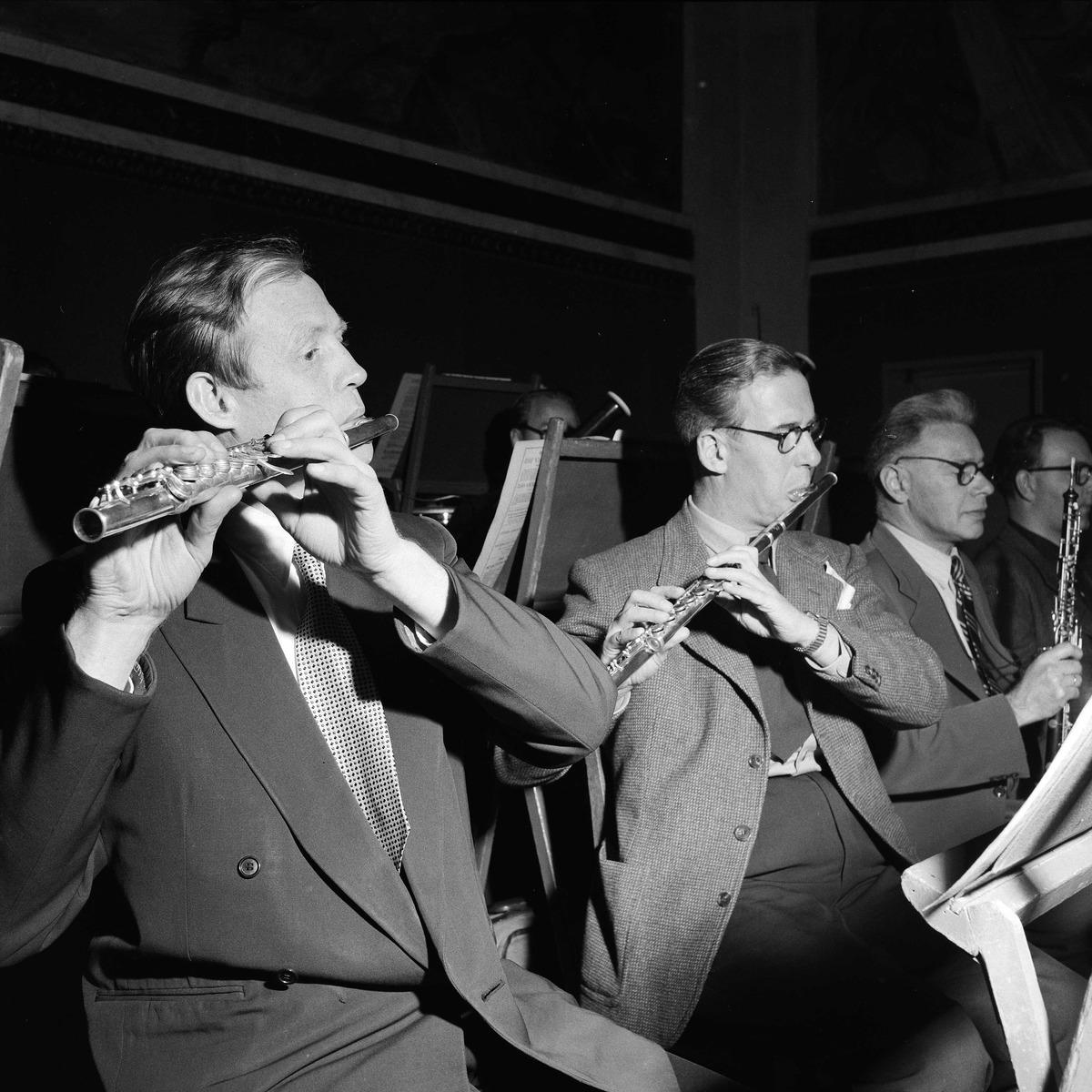
Норвежский флейтист Эрнульф Гулбрансен (1916-2004) (слева) на репетиции в Университетском городке Аула, 1953 год.

Эрнульф Гульбрансен (норв. Ørnulf Gulbransen; 19 декабря 1916 — 20 февраля 2004) — норвежский флейтист и музыкальный педагог; солист филармонического оркестра Осло, участник Норвежского духового квинтета, преподаватель Норвежской музыкальной академии в Осло.

## Биография
Эрнульф Гульбрансен учился играть на флейте под руководством Ханса Стенсета, Акселя Андерсена, Пера Ванга и Марселя Моиза. С 1941 по 1970 год он был солистом филармонического оркестра Осло. Гульбрансен также играл в Норвежском духовом квинтете с момента его основания в 1955 до 1972 года. В 1945 году женился на скрипаче Эльзе Лилиан Густавсен (р. 1921). Он преподавал в Норвежской музыкальной академии со дня её основания в 1973 году и вышел на пенсию в 1984. Среди учеников Эрнульф Гульбрансена, Альф Андерсен и Пер Эйен.
В 1956 году Эрнульф Гульбрансен был удостоен музыкальной премии Ассоциации норвежских критиков. В 1986 он был награждён премией имени Людвига Матиаса Линдемана. В 2002 он стал обладатем награды города Осло в области искусства.